# Solonte
Solonte était une ancienne cité de Sicile, l'un des trois principaux établissements phéniciens dans l'île, située sur la côte nord, à environ 18 km de l'actuelle Palerme. La ville est située à 200 m au-dessus du niveau de la mer. L'archéologie témoigne que la cité a sans doute fait l'objet d'un déplacement lors de son histoire.

## Histoire
Les Grecs font dériver le toponyme de Solous, tué par Héraclès après un vol, alors qu'il pourrait s'agir d'un nom sémitique, signifiant la Roche, même si le nom phénicien connu est Kfr (village), ou originaire de Méditerranée orientale. 
Riche cité commerçante phénicienne, elle est détruite par Denys l’Ancien en -397, la cité renaît sur le monte Catalfano. Romaine à partir du IIIe siècle av. J.-C., elle conserve sa prospère et une culture punique.

## Archéologie
Les fouilles du Monte Catalfano ont permis de dégager les vestiges d'une cité punico-hellénistique, datés des IVe siècle av. J.-C. au IIe siècle. La ville apparaît bâtie sur un mode orthogonal de type hippodamien, avec des maisons et un théâtre helléniques, mais des sépultures puniques. 
En revanche, la localisation de la Solonte préhellénique n'est pas connue avec précision. Elle est parfois identifiée à Pizzo Cannita (Misilmeri) ou Monte Porcara (Bagheria). Aujourd'hui, le croisement des indices archéologiques, topographiques et toponymiques oriente les archéologues vers une localisation archaïque sur le promontoire de Solanto (Santa Flavia) et le plateau de San Cristoforo, à proximité desquels a été retrouvée une nécropole phénico-punique composée de tombes à hypogée datées du VIe siècle av. J.-C..